# Emilio Tró
Emilio Tro Rivero (18 de junio de 1918-15 de septiembre de 1947) fue un revolucionario, pandillero, policía, y veterano de guerra cubano. Era hijo de Carmela Rivero y Adolfo Tro López. Su padre participó en la Primera Guerra Mundial y escribió un libro sobre la conflagración. En 1933, a los 16 años, se integró al Sindicato del Comercio y era seguidor de las ideas trotskistas. Por sus actividades contra el gobierno de Machado fue acusado de reunión ilícita, y en 1935 cumplió sanción por asociación ilícita y sabotaje. Participó en la huelga de marzo de 1935.

## Vida
Militó en la organización Joven Cuba fundada por Antonio Guiteras. Posteriormente se integra a la Acción Revolucionaria Guiteras (ARG), fundada por Pedro Fajardo Boheras (alias Manzanillo) en 1939. Participó junto a más de 1000 cubanos en la guerra civil española. En 1941 abandonó Cuba, al ser perseguido por la policía del gobierno de Fulgencio Batista por sus acciones contra represores y excolaboradores machadistas que habían escapado a la justicia de los tribunales. Varios hechos se han aducido como detonantes de la persecución que le decidió a salir del país: uno de ellos fue su posible participación en el atentado perpetrado, el 1 de marzo de 1940, contra Orestes Ferrara Marino, representante a la Cámara y antiguo funcionario del presidente Gerardo Machado. Otros afirman que tomó parte en una acción contra la vida de Mariano Faget, comandante de la Policía Nacional y Jefe del Servicio de Investigación de Actividades Enemigas en el gobierno de Batista (1940-1944).
Perseguido por sus actividades contra el gobierno de Fulgencio Batista, en 1941 huye a México y de allí a Estados Unidos, donde reside en 968 North Eastman Avenue, Los Ángeles. Veterano del Ejército de los Estados Unidos durante la II Guerra Mundial.  Alistado de voluntario en el ejército estadounidense, fue enviado con su unidad militar a Toome,  Irlanda del Norte, donde el 21 de abril de 1944 solicitó la ciudadanía norteamericana, y le fue otorgada. Tomó parte en el desembarco por Normandía, Francia, y fue condecorado con el Corazón Púrpura, medalla que es otorgada por el presidente de Estados Unidos a militares con heridas o muertos en guerra, y la Medalla de Buena Conducta del Ejército.
Después de regresar a Cuba, en 1946 organizó y dirigió la Unión Insurreccional Revolucionaria (UIR), que era «una organización que creía febrilmente en la violencia como método». La nueva agrupación surge, según sus fundadores, debido a «(...) la actuación de personeros del régimen grausista y el camino tortuoso y aprovechado que tomaron ciertos elementos que viraron la espalda»   los propósitos revolucionarios. La primera acción de la UIR fue perpetrada el 19 de julio de 1946 y la víctima fue Desiderio Ferreira, antiguo dirigente de la Policía Secreta de Machado, al que se le imputaba, entre otros crímenes, la desaparición del líder obrero Alfredo López.
No tenía un programa conocido pero sí un lema perentorio: «la justicia tarda pero llega». En declaraciones ofrecidas a Bohemia en 1947, Emilio Tro, Armando Correa y Jesús Diéguez, declararon que los objetivos de la UIR se encaminaban al adecentamiento de la sociedad, la consecución de la honestidad administrativa, la justicia social, el afianzamiento de las libertades públicas y la generalización de una cultura integral. Este grupo de acción revolucionaria le disputaba el control de la Universidad de La Habana a la Federación Estudiantil Universitaria (FEU) de Manuel "Manolo" Castro (sin relación consanguínea con Fidel Castro) y al Movimiento Socialista Revolucionario (MSR), dirigido por Rolando Masferrer, veterano de la guerra civil española. Uno y otro grupo estaban integrados por gente de pensamiento de izquierda, quienes creían firmemente que la única solución a los problemas de Cuba era a través de una revolución.
Aunque Fidel Castro no llegó a ser figura principal de la UIR, su pertenencia a la misma tendría particular importancia en su vida futura. Algunos autores incluso cuestionan que Castro haya pertenecido a la UIR, pero eso probablemente se debe a que el propio Castro trató de distanciarse de la organización cuando consideró que su relación con este grupo podría perjudicar su futuro político, especialmente cuando su vinculación con el mismo no era particularmente bien recibida en el Partido Ortodoxo de Eduardo Chibás.

## Trayectoria
Por transmisión oral ha quedado la imagen de un impetuoso dirigente revolucionario, de poco nivel educacional, ausente de toda expresión programática, austero, casi ascético, que se movía por los vericuetos de la vida social y política de aquellos días, implacable con sus enemigos, audaz, con el dedo siempre en el gatillo de la ametralladora, y planeando en forma confusa, casi delirante, una toma del poder para salvar no se sabía exactamente qué revolución. Sobre su personalidad se ha dicho: «Las opiniones sobre Tro eran controvertidas. Sus seguidores y amigos lo consideraban un revolucionario honesto y un discípulo de Antonio Guiteras. Sus enemigos que no eran pocos, estimaban que Tro era un psicópata, enfermedad que según ellos, se agravó con su participación en la Segunda Guerra Mundial». Su carácter temperamental y proclive a la violencia fue atestiguado por amigos y enemigos, así como su supuesta psicosis de guerra.
Este es el Emilio Tro que Fidel Castro conoce y admira en sus primeros años. La impronta de Tro queda siempre en el alma de Castro. Los planes del grupo de Tro —a los cuales solo se puede llegar hoy por referencias verbales— consistían en la toma del poder para imponer un régimen revolucionario que castigara a los culpables. Hay que señalar, sin embargo, que Tro era violentamente anticomunista, no por convicción ideológica sino por las pugnas locales elaboradas al calor de la lucha contra el régimen de Batista. De modo que se trata de una revolución no comunista, no definida, sin un programa articulado. El grupo, en el cual se forja Castro, cree febrilmente en la violencia como método.

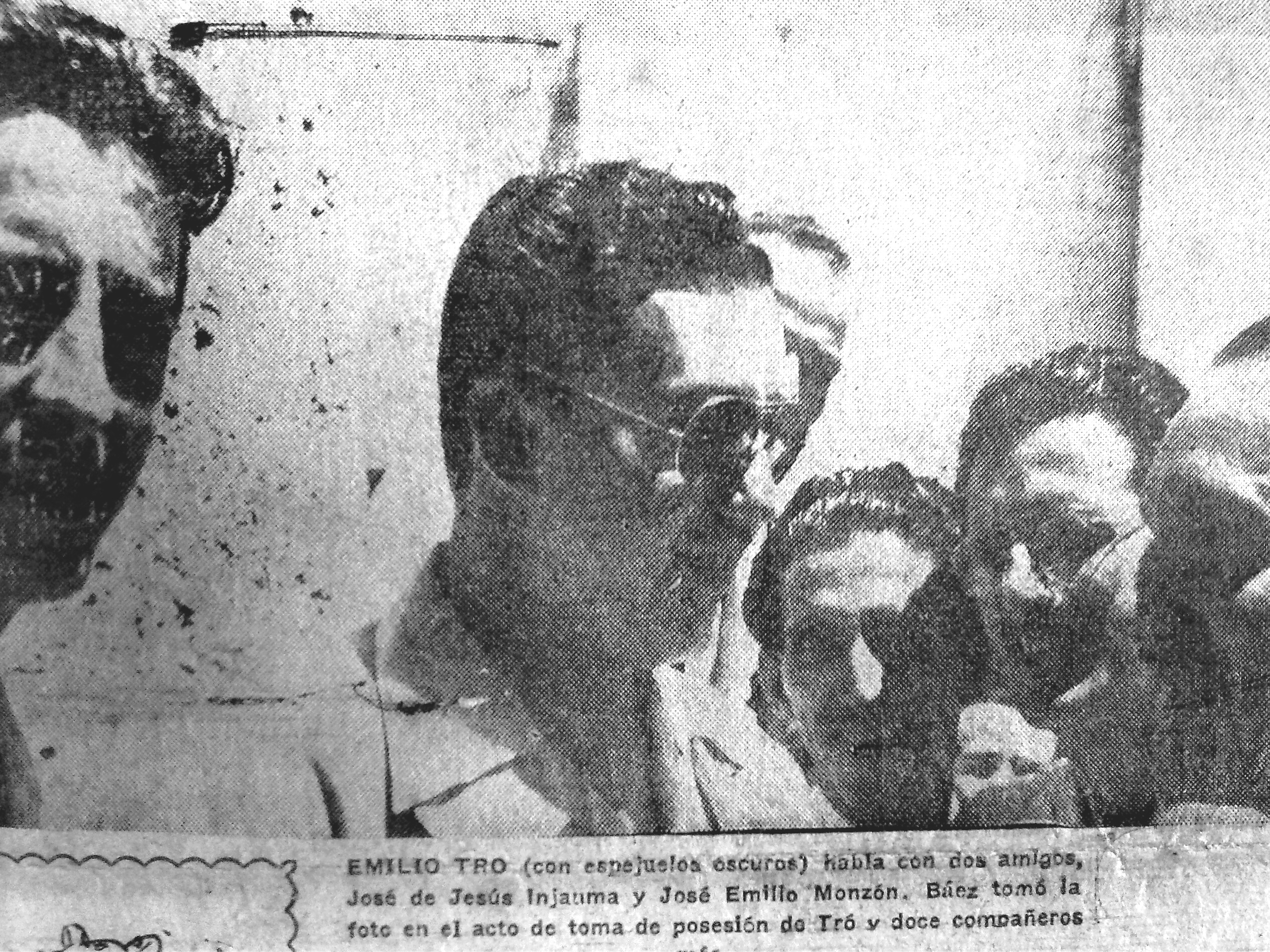
Emilio Tro en la investidura como comandante Instructor de Entrenamiento y Disciplina Militar de la Policía Nacional

En julio de 1947, por Decreto Presidencial refrendado por el ministro de Defensa, comandante Salvador Menéndez Villoch, Emilio Tro ingresó, junto a doce de sus colaboradores, en la Policía Nacional. En el discurso pronunciado en la juramentación de su cargo policial, Emilio Tro planteaba cuáles serían los puntos cardinales de su labor dentro de la institución, a tono con su credo político. Luego de agradecer la confianza en él depositada por el presidente Grau, juraba: «(...) solemne y responsable ante el sagrado tribunal del Pueblo que jamás iremos por la senda tortuosa del desprestigio y el atraco, el chantaje y el abuso de la autoridad, y por último, el crimen (...) No venimos a deslumbrar, ni a deslumbrarnos con vistosas estrellas y lujosos uniformes que encubran alguna miseria moral del corazón con una luz en el alma, nítida y clara. Venimos a trabajar; a servir a la sociedad, construyendo edificios de vergüenza; solidificando la moral de nuestra causa en las filas del cuerpo de policía». Tro fue nombrado por el presidente Grau comandante jefe de la Academia de la Policía Nacional.
El movimiento de Tro, que en ningún momento salió de la esfera de lo delirante, se frustró en 1947, al ocurrir la Masacre de Orfila. El año de 1947 es decisivo en las actividades revolucionarias de los grupos. Es precisamente en ese año cuando los grupos de acción quedan definidos como gangsteriles. El descrédito más absoluto cae sobre los hasta ese momento considerados dirigentes revolucionarios. Tro es considerado un gánster político. Su dramática muerte, acribillado a balazos conjuntamente con una mujer gestante, un policía y cuatro colaboradores más en la barriada de Orfila, dio nuevos bríos a su leyenda.

## Muerte

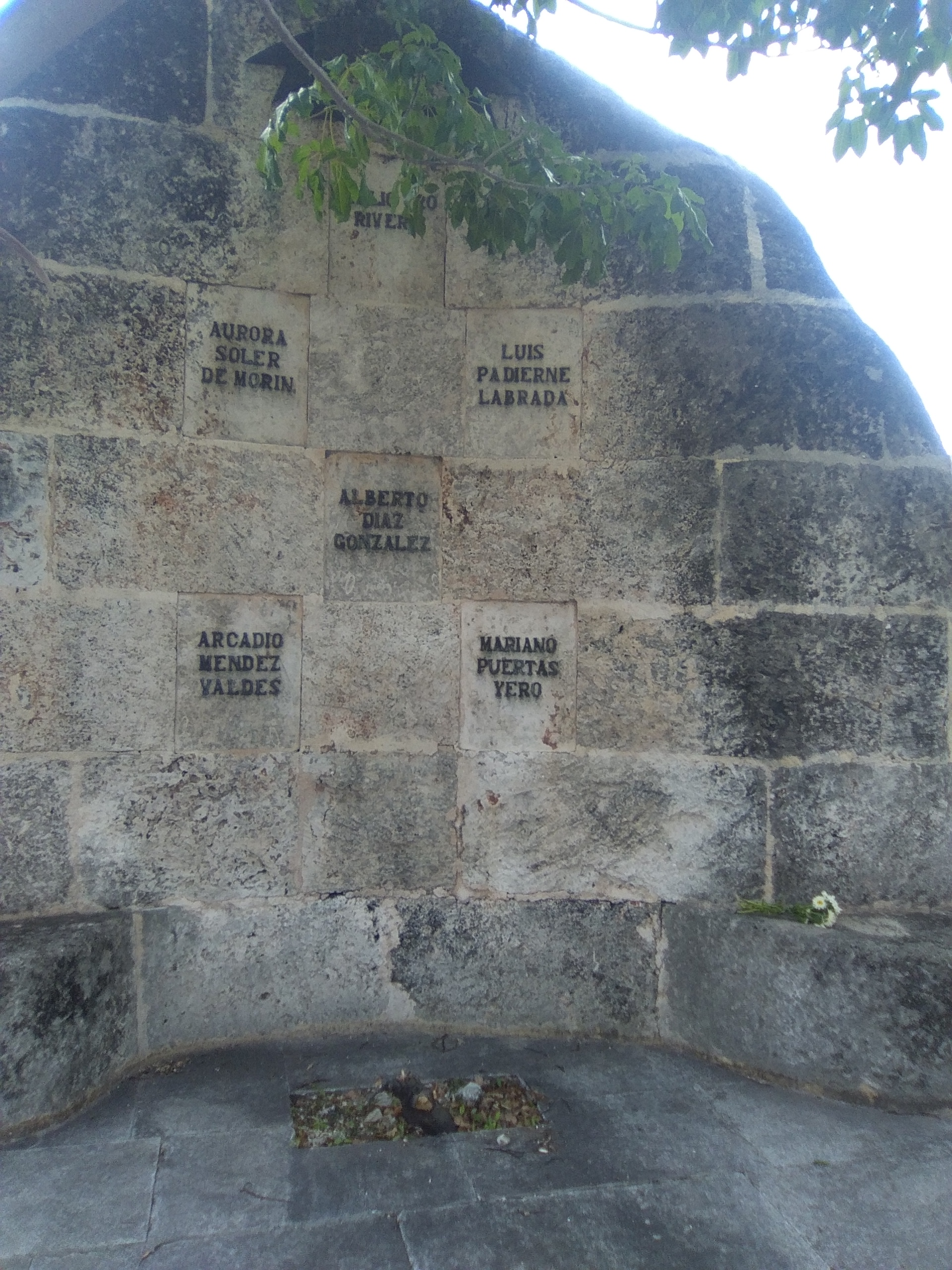
Monumento a las víctimas de Orfila.

Los sucesos de Orfila, donde peridieron la vida Emilio Tro y otras cinco personas, estuvo precedida por varios atentados realizados entre su organización (UIR) y el grupo de Orlando León Lemus, alias "El Colorado". El 5 de septiembre de 1947, desde un camión, personas no identificadas acribillaron a balazos el auto oficial del comandante Emilio Tro, que no estaba en el, pero hirieron a algunos ocupantes. Como represalia, el 12 del propio mes, hombres de Tro asesinaron en El Vedado, La Habana, al capitán jefe de la Policía del Ministerio de Salubridad Raúl Ávila, alias "Lechoncito", presuntamente involucrado en el atentado a Tro.
El 15 de septiembre, Emilio Tro y algunos de sus colaboradores se encontraban en la residencia del comandante jefe de la Policía de Marianao (La Habana) Antonio Morín Dopico invitados a almorzar. La casa estaba ubicada en el Reparto Orfila (también llamado Reparto Benítez). Alrededor de las 3 p. m., fuerzas al mando del comandante Mario Salabarría (jefe del Servicio de Investigaciones e Informaciones Extraordinarias de la Policía (SIIE) desde 1945; enemigo de Tro y Morín) que sumaban decenas de efectivos y algunos civiles enemigos de Tro (ej. El Colorado, El Turquito) que incluían al comandante Roberto Meoqui y Rogelio Hernández Vega (alias Cucú), que era segundo jefe de la Policía Secreta, rodearon el domicilio e hicieron fuego desde diversas posiciones, con armas de diverso calibre durante unas 3 horas. Tro y otros dentro de la casa ripostaron el ataque con sus armas. Dentro de la casa se encontraban junto a Emilio Tro, sus compañeros Alberto Díaz, capitán Arcadio Méndez, teniente Luis Padierne, y el chofer de Tro, Manuel Villa Yedra, además del comandante Morín, su esposa Aurora Soler Amor (embarazada), su hija Miriam de 10 meses (que resultó herida a sedal en el vientre), y la empleada doméstica de la casa, Basilisa Ordóñez. El teniente de la policía Mariano Puertas, que fue el primer asesinado no se encontraba en la vivienda sitiada, sino que, habiendo escuchado por radio los acontecimientos se dirigió a Orfila para ayudar a Morín Dopico y a Tro, de quienes era amigo.
Pese a la cercanía de los sucesos con el Campamento Militar de Columbia, sede de la jefatura del Ejército en Cuba, los militares no recibieron autorización para intervenir hasta bien entrada la tarde. Los simpatizantes de Tro que se acercaron al Palacio Presidencial para solicitar del presidente Ramón Grau San Martín que detuviera la refriega, no fueron recibidos porque este alegó estar enfermo, y lo estaba, según se supo después.
Después de 3 horas de pelea, los sitiados obtuvieron un alto al fuego para entregarse, coincidiendo con la llegada del Ejército con tanques y carros blindados al mando del teniente coronel Lázaro Landeiras. El primero en salir fue Morín, que llevaba en brazos a su hija herida. Detrás viene Aurora Soler, y luego Emilio Tro y Luis Padierne. Cuando José Ramón Fayat Aguerres, alias "El Turquito", vio salir de la casa a Emilio Tro, disparó y luego otros abrieron fuego. Los únicos sobrevivientes fueron Villa Lledra, la empleada Ordóñez, Morín Dopico y su hija. Su muerte es relatada por un testigo de la siguiente manera:
“...los soldados y policías que se encontraban frente a la casa, acompañados del teniente del Ejército, De la Osa, ayudante militar de Fabio Ruiz, se lanzaron al suelo instintivamente. Una ráfaga de ametralladora abatió a la Sra. Soler, quien se encontraba en avanzado estado de gestación y que se desplomó mortalmente herida.
Emilio Tro generosamente abandonó toda precaución y con ayuda de un policía trató de levantarla de la acera. Ahí mismo recibió 18 mortales balazos. Luis Padierne, el policía, saltó sobre él y cayó dos pasos más allá tras varios disparos en el vientre. Manuel (Manolo) Villa recibió dos graves heridas de bala, que lo dejaron cojo por el resto de su vida, pero salvó la vida. La matanza fue recogida en film por Eduardo “Guayo” Hernández, pero su proyección fue prohibida por Alejo Cossío del Pino después de haber sido pasada una sola vez por la pantalla del cine Fausto [y en el cine Arenal, en Calzada de Columbia (Avenida 41) y la calle 30, en el reparto la Sierra, donde yo la vi. Robert A. Solera]. Después que la batalla de Orfila hubo terminado, Fabio Ruiz se apareció allí amenazante blandiendo una pistola. Salabarría fue detenido por el coronel Oscar Díaz, quien, al registrarlo, le encontró la suma de $13,548 escondidos en los zapatos, y que se negó a declarar su procedencia”.
 El ministro de Gobernación Alejo Cossío del Pino prohibió la proyección del film de Guayo, camarógrafo del Noticiero Nacional, en los cines aludiendo al bien público, pero poco tiempo después ante reclamos populares y críticas al gobierno, se autorizó su proyección sin censura.

Tal vez la mejor valoración de la personalidad de Emilio Tro y de su actuación en el complicado tejido de la política y las organizaciones gansteriles del período, proviene del senador Eduardo Chibás, quien pocos días después de los sucesos de Orfila, en discurso pronunciado en la ciudad de Holguín afirmaba: 
«Emilio Tro, que peleó en Normandía y Alemania, en los ejércitos del general Patton, donde obtuvo por su valentía las más altas condecoraciones, padecía de psicosis de guerra. Condenamos los hechos de sangre realizados por el comandante Tro, pero reconocemos que no mataba por la espalda ni asesinaba mujeres, ni robaba, ni estaba envuelto en las especulaciones de la Bolsa Negra, a las que siempre combatió (...) Fue generoso, pues cuando era más intenso el tiroteo de la banda de Salabarría contra la casa de Morín Dopico, el comandante Tro se empeñó en salir al portal para suicidarse y salvar así a los otros ocupantes de la casa. Morín Dopico se lo impidió».
 El comandante Salabarría había sido autorizado por el presidente Ramón Grau San Martín para arrestar a Emilio Tro, con una orden de arresto emitida por un juez por homicidio (muerte del capitán Ávila) contra Tro, Méndez, y Padierne, pero Salabarría se aprovechó de la situación para tomar venganza y matar a sus enemigos. Mario Salabarría y otros policías implicados fueron juzgados por un Tribunal Superior de Guerra en 1948. Salabarría fue condenado a 30 años de cárcel en el Presidio Modelo de  Isla de Pinos, y salió en libertad en 1961 por un indulto por enfermedad otorgado por el gobierno de Fidel Castro; otros policías culpables recibieron condenas menores. Morín Dopico fue separado de la policía en 1948. Diez civiles atacantes, incluido El Turquito, fueron apresados y juzgados por la Sala de lo Criminal de la Audiencia de La Habana, que dictó sentencias en 1952; pero El Turquito se había fugado con otros presos en 1951 de la prisión en La Habana (Castillo del Príncipe) con ayuda de El Colorado. El Colorado, Cucú, y Meoqui, no pudieron ser apresados en 1947, y huyeron a México. Cucú fue asesinado en 1948 en el Consulado cubano en Ciudad de México, y El Colorado regresó a Cuba, en 1951 dirigió la fuga de El Turquito, Policarpo Soler y otros presos del Castillo del Príncipe, y en 1955 la policía lo mató en su escondite, una casa en La Habana. Roberto Meoqui regresó a La Habana en 1950, fue apresado, y murió de tuberculosis en el Sanatorio La Esperanza ese año. El Turquito logró evadir la justicia, emigró a Estados Unidos donde en la década de 1960 poseía un restaurante en Miami, y estuvo ligado a la Mafia estadounidense y a organizaciones anticastristas.
Los sucesos de Orfila desencadenaron una ola de violencia entre grupos gansgteriles, que tuvo entre sus hechos más connotados, los atentados fatales contra Rogelio Hernández Vega (Cucú) y Manolo Castro (expresidente de la FEU) en 1948, y el cometido contra Alejo Cossío del Pino en 1952. El panteón donde yacen las víctimas de aquel día puede aún verse en el Cementerio de Colón en La Habana